# Župna crkva Pohoda Blažene Djevice Marije u Čučerju
Župna crkva Pohoda Blažene Djevice Marije katolička je crkva koja se nalazi u zagrebačkoj četvrti Gornja Dubrava u naselju Čučerje. Građena je od 1725. do 1736. godine pod pokroviteljstvom zagrebačkog biskupa Jurja Branjuga. Crkva je zaštićeno kulturno dobro Republike Hrvatske.

## Povijest
Župa Blažene Djevice Marije u Čučerju (Beata virgines de Chucherya) spominje se u najstarijem sačuvanom popisu župa Zagrebačke biskupije iz 1334. godine. Iako je na ovom mjestu i prije postajala crkva, današnja je župna crkva podignuta od 1725. do 1736. godine. Izgrađena je kao barokna trobrodna građevina s klasicističkim zvonikom. Sakristija je smještena uz sjevernu pokrajnju lađu.
Godine 1736. izgorio je župni dvor s inventarom i arhivom u kojem su se nalazile vrijedne knjige. Crkva dobiva novi zvonik s desne strane 1781. Godine 1814. taj je zvonik srušen te je glavni portal uređen i sazidano je pjevalište.
Na prostranoj parceli oko crkve, 1820. godine sagrađeni su sadašnji župni dvor i prizemne gospodarske zgrade, a cijeli je kompleks opasan zidanom ogradom. Godine 1822. Zagreb je pogodio potres koji je teško oštetio crkvu sa zvonikom. Godine 1828. obnovljenu je crkvu posvetio posvećeni biskup Josip Žalec.
Godine 1878. na zvonik je postavljen sat.
Potres koji je 1880. pogodio zagrebačko područje teško je oštetio crkvu te je nakon toga bila zatvorena godinu dana. Potresi koji su pogodili Zagreb 1905. i 1906. ponovno su oštetili crkvu te je bila zatvorena tri godine. Za vrijeme obnove srušena je velika kupola s lanternom i podignuta je nova, te crkva tada dobiva današnji izgled. U to vrijeme glavni oltar iz radionice biskupa Branjuga zamijenjen je novim, a nabavljene su i nove orgulje.
Nakon Drugoga vatikanskog sabora, 1972. godine za župnu crkvu izlivena su četiri nova zvona. Godine 1979. svetište je prilagođeno novim liturgijskim propisima: postavljeni su novi oltar, ambon i krstionica.
Na trgu ispred crkve 1991. godine postavljen je kip Majke Božje Čučerske sa spomen-pločom i zahvalom Gospi. Godine 2001., povodom 800. obljetnice osnutka župe, obnovljeni su župna crkva i dvor, a spomen na taj jubilej upisan je na pročelni okulus crkve.

## Umjetnost
U 18. stoljeću unutrašnjost crkve je nadsvođena, a svetište je oslikano. Biskup Branjug darovao je crkvi veliki oltar koji nije sačuvan te stiliziranu propovjedaonicu. Uz nosive stupove bočnih lađa nalaze se oltari Kristovog bičevanja i Poklonstva kraljeva koje je 1749. godine crkvi darovao upravitelj biskupskih dobara Ivan Hajnović. Druga dva barokna oltara s likovima Žalosne Gospe i Zaruka Blažene Djevice Marije crkvi je 1761. darovao upravitelj biskupskih dobara u Pokupskom Josip Vuger (Wagner) o čemu svjedoči natpis u kartuši oltara Zaruka Djevice Marije. Ti su oltari bili izrađeni su u radionici Franza Antona Strauba. Pokrajnji oltari bili su obnovljeni 1997. godine.
Godine 1908. zamijenjen je glavni oltar i na novi je postavljen kip Blažene Djevice Marije iz 17. stoljeća.
Slikar i restaurator Tomljanović je 1957. godine na pročelju iznad ulaza napravio fresko-sliku sv. Tarzicija i sv. Marije Goretti. Godine 1979. slikar Josip Restek uredio je glavni oltar. U crkvi se nalaze slike u svetištu, na trijumfalnom luku, Križni put, slike sv. Nikole Tavelića i sv. Leopolda Mandića, kipovi Srca Isusova, sv. Antuna, Gospe Lurdske te sv. Josipa.

## Potres 2020. godine i trenutno stanje
Epicentar potresa koji je pogodio Zagreb u ožujku 2020. bio je blizu Čučerja. Župnoj crkvi i dvoru uzrokovao veliku štetu te su neuporabljivi. Na zvoniku su nastale višestruke pukotine i narušena mu je statika. Najvidljivije oštećenje bio je srušeni zabat iznad glavnoga ulaza. Na svodu su se otvorile dugačke i široke pukotine, a na više su mjesta napuknuli i lukovi. Teško je oštećeno i pjevalište, a pomaknula se i teška mramorna oltarna menza. Stari glavni i pokrajnji oltari nisu pretrpjeli oštećenja.
Od inventara crkve najoštećenije je veliko raspelo, djelo nepoznatog autora iz 18. stoljeća, koje je sa zida svetišta palo na pod. Križ se slomio na sedam, a korpus na čak 32 dijela. Zbog vrijednosti umjetnine i velikog oštećenja, raspelo je uvršteno u programsku djelatnost Hrvatskog restauratorskog zavoda u 2021. godini. Obavljena su integrirana arhivska i restauratorska istraživanja koja su rezultirala prepoznavanjem šest faza povijesnoga razvitka umjetnine. Analiza stanja i rekonstrukcija događaja u potresu provedeni su u suradnji sa stručnjacima iz Hrvatske i inozemstva, te su osmišljene mjere stabilizacije, projektirana je potporna konstrukcija te je odabran odgovarajući restauratorski material. Povrat umjetnine u crkvu uslijedit će nakon dovršetka građevinske sanacije građevine.
S obzirom na činjenicu da je crkva neuporabljiva, u listopadu 2021. godine započela je gradnja privremenoga montažnog objekta za bogoslužje na platou istočno od crkve. U sklopu priprema za sanaciju crkve konzervatori su deponirali sve oltare u spremište u Dubravi.
- Crkva nakon potresa
- Pogled na crkvu - proljeće 2025. godine
- Trg ispred crkve
- Privremeni montažni objekt u kojem se služe mise
- Unutrašnjost montažnog objekta
- Slike križnog puta, prenesene iz župne crkve
- Slike križnog puta, prenesene iz župne crkve